# Monastère de la Pantanassa
Le Monastère de la Pantanassa, en grec Μονή Παντάνασσας, « Monastère de la Vierge Souveraine », est un couvent de l'ancienne ville médiévale de Mistra en Laconie dans le Péloponnèse en Grèce. 

## Histoire
Le monastère a été fondé en 1428 par Jean Frangopoulos, ministre du despote de Morée, Constantin XI Paléologue. 
Au XIXe siècle le monastère est toujours occupé.

## Description
L'édifice est situé  à flanc de colline, à une altitude de 425 m, et domine la plaine de Sparte. L'église est entouré d'un cloître ou résident encore les nonnes. 
L'église est à plan en forme de croix grecque. sa façade  est précédée d'un narthex à colonnades et est flanquée d'un clocher-tour.
L'abside orientale est remarquable pour sa hauteur.

## Quelques vues de l'église

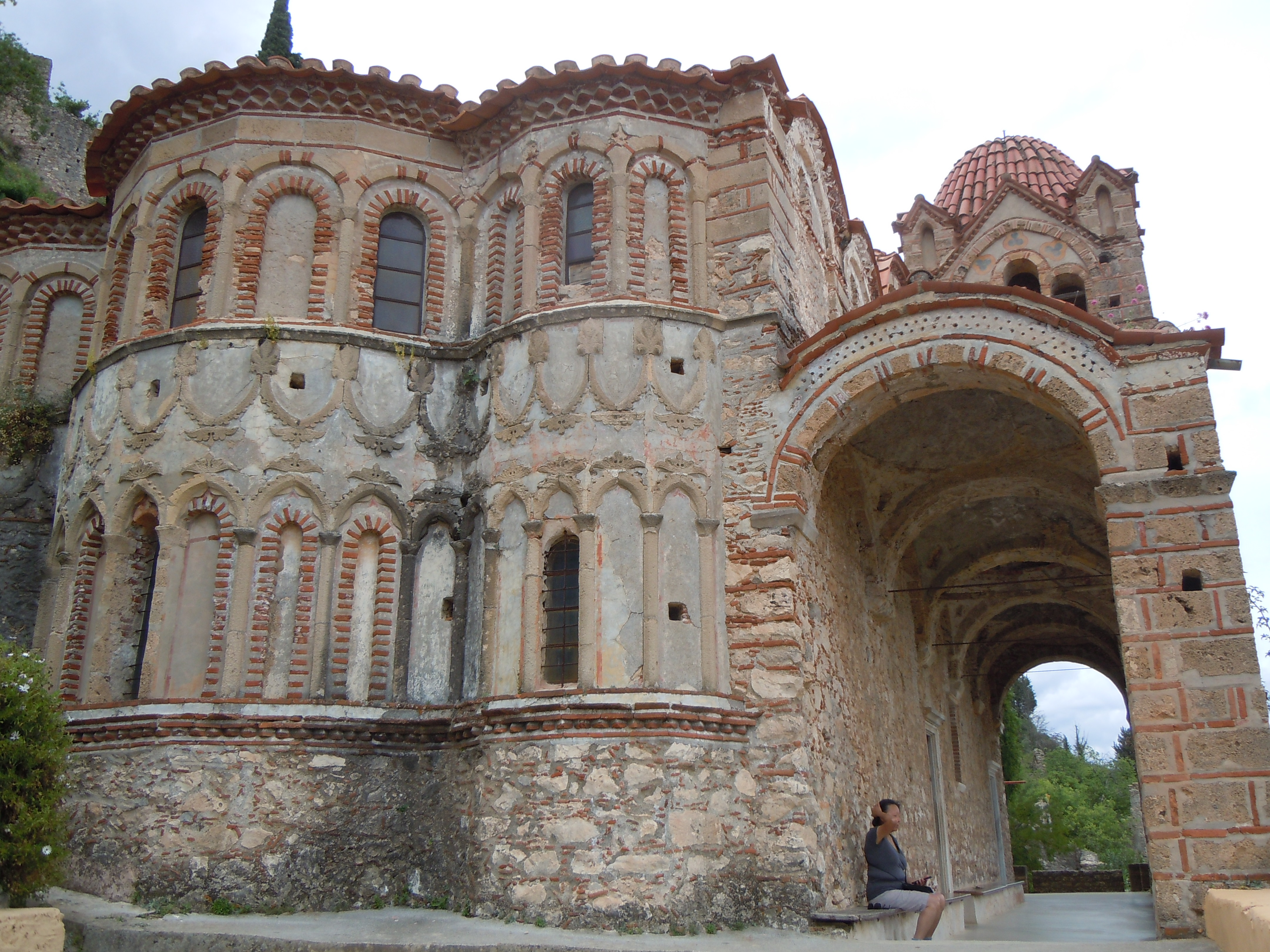
Vue de l'abside et du narthex.
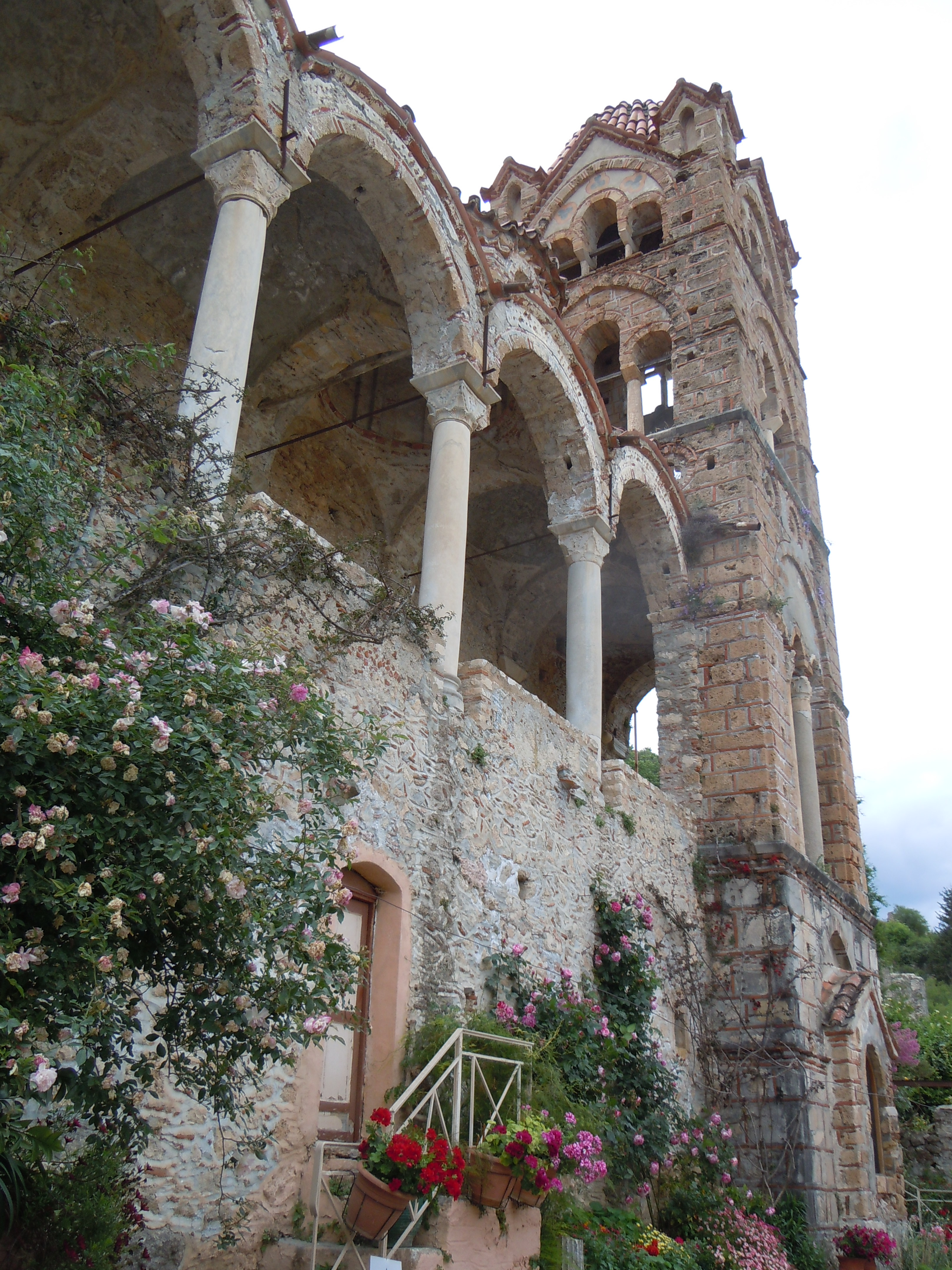
Colonnade du narthex et tour.
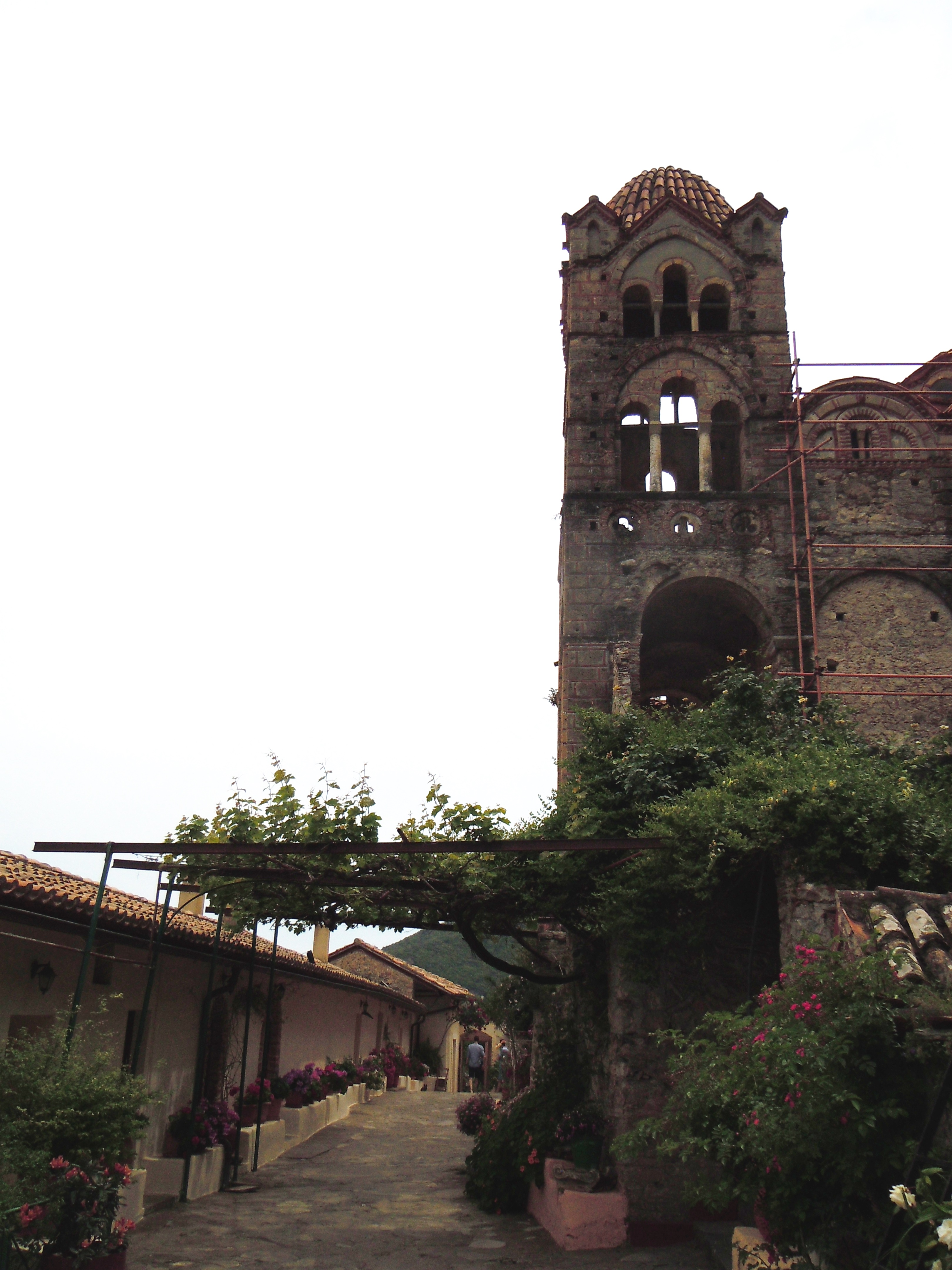
Tour et Cloître